# (5710) Silentium
(5710) Silentium es un asteroide perteneciente al cinturón de asteroides descubierto el 18 de octubre de 1977 por Paul Wild desde el Observatorio de Berna-Zimmerwald, Berna, Suiza.

## Designación y nombre
Designado provisionalmente como 1977 UP. Fue nombrado Silentium en homenaje al silencio.

## Características orbitales
Silentium está situado a una distancia media del Sol de 2,176 ua, pudiendo alejarse hasta 2,504 ua y acercarse hasta 1,848 ua. Su excentricidad es 0,150 y la inclinación orbital 3,367 grados. Emplea 1172,86 días en completar una órbita alrededor del Sol.

## Características físicas
La magnitud absoluta de Silentium es 14. 